# Giuseppe Amisani

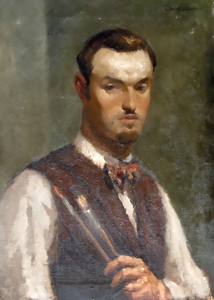
Selbstporträt (um 1900)

Giuseppe Amisani (genannt Vespa; * 7. Dezember 1881 in Mede; † 8. September 1941 in Portofino) war ein Italienischer Maler.

## Leben
Amisani wurde am 7. Dezember 1881 in Piazza Mercato (Piazza Giuseppe Amisani) in der Stadt von Mede di Lomellina, in der Nähe von Pavia in der Lombardei, Norditalien geboren. Er studierte am technischen Institut von Pavia, wo er am Kurs für Technisches Zeichnen scheiterte. Anschließend studierte er an der Accademia di Brera in Mailand unter Cesare Tallone und Vespasiano Bignami.
Er gewann den Mylius-Preis der Akademie für sein Gemälde „l’Eroe“ („der Held“) im Jahr 1908 und im Jahr 1911 den Fumagalli-Preis für Figurenmalerei mit seinem Porträt Lyda Borellis. Von da an konzentrierte er sich fast ausschließlich auf die Porträtmalerei; seine Landschaften der italienischen Alpen, von Rhodos und von Tunesien zogen ebenfalls Interesse auf sich.
Amisani war zu seiner Zeit international berühmt. Er verbrachte mehrere Jahre in Argentinien und Brasilien und reiste auch nach England, Frankreich, Nordafrika und in die Vereinigten Staaten.
Er starb am 8. September 1941 in Portofino.